# Національний університет Руанди
Національний університет Руанди (NUR; фр. Université nationale du Rwanda) — найбільший університет в Руанді. Розташований в місті Бутаре, був заснований 1963 року урядом спільно з домініканською конгрегацією провінції Квебек.

## Факультети
Університет має 9 факультетів:
- Медичний
- Сільськогосподарський
- Факультет мистецтв, журналістики та соціальних наук
- Факультет прикладних наук
- Правничий
- Науковий
- Факультет економіки й менеджменту
- Школа громадського здоров'я
- Школа філології